# Pseudacteon pusillus
Pseudacteon pusillus är en tvåvingeart som beskrevs av Borgmeier 1938. Pseudacteon pusillus ingår i släktet Pseudacteon och familjen puckelflugor. Inga underarter finns listade i Catalogue of Life.